# توماس ریور (حوزه سرشماری)، نیوجرسی
توماس ریور (به انگلیسی: Toms River) یک منطقهٔ مسکونی در ایالات متحده آمریکا است که در تامز ریور، نیوجرسی واقع شده‌است. توماس ریور ۱۰۵٫۵۱۰ کیلومتر مربع مساحت و ۸۸٬۷۹۱ نفر جمعیت دارد و ۱۹ متر بالاتر از سطح دریا واقع شده‌است.